# انفجار ۲۰۲۲ مخزن گاز در سلیمانیه
در تاریخ ۱۷ نوامبر ۲۰۲۲، ساعت ۷:۴۵ شب به وقت محلی، انفجاری در شهر سلیمانیه در شرق اقلیم کردستان عراق از کشور عراق رخ داد که منجر به ویرانی سه خانه شد. مقام‌های مسئول علت این انفجار را تجمع گاز در داخل خانه به‌دلیل نشتی مخزن گاز مایع ال‌پی‌جی اعلام کردند که باعث آتش‌سوزی در یک منطقه مسکونی شد و ده‌ها کشته و زخمی برجای گذاشت. همچنین چند خانه و خودرو نیز تخریب شدند. مقامات محلی اعلام کردند که انفجار در یک خانه شلوغ در محله قه‌زیوه روی داد و منجر به فروریختن کامل ساختمان و گرفتار شدن ده‌ها نفر در زیر آوار شد. شمار نهایی قربانیان ۱۵ کشته و ۱۲ زخمی اعلام شد. از میان ۱۲ مجروح، شش نفر بلافاصله به بیمارستان شار در سلیمانیه منتقل شدند که چهار نفر از آن‌ها تحت عمل جراحی اضطراری قرار گرفتند و یک نفر نیز به بخش مراقبت‌های ویژه منتقل شد.

## واکنش‌ها
استاندار سلیمانیه، هوال ابوبکر، به‌دلیل جان‌باختن شماری از شهروندان، یک روز عزای عمومی در استان اعلام کرد. نچیروان ادریس بارزانی، رئیس اقلیم کردستان عراق، با انتشار توییتی به خانواده‌های قربانیان تسلیت گفت و برای مجروحان شفای عاجل آرزو کرد.
ریبر احمد، وزیر کشور اقلیم کردستان، برای ارائه کمک و اعلام همدردی با آسیب‌دیدگان، به‌نمایندگی از مسرور بارزانی، نخست‌وزیر اقلیم، در محل حادثه حضور یافت. هیئت مساعدت سازمان ملل متحد برای عراق (یونامی) این رویداد را «هولناک» توصیف کرد و از تلاش بی‌وقفه نیروهای امدادی ستایش کرد.
ناصر کنعانی، سخنگوی وزارت امور خارجه ایران، با صدور پیامی، حادثه را به دولت و مردم عراق تسلیت گفت. او همچنین با خانواده‌های قربانیان ابراز همدردی کرد و برای مجروحان آرزوی بهبودی نمود.
وزارت امور خارجه اردن نیز با انتشار بیانیه‌ای همبستگی خود را با دولت و ملت عراق اعلام کرد، به خانواده‌های قربانیان تسلیت گفت و برای مجروحان شفای کامل آرزو کرد.
همچنین سفیر ایالات متحده در عراق نیز با انتشار پیامی، ضمن تسلیت به خانواده‌های جان‌باختگان، از تلاش امدادگران قدردانی کرد.